# Visegrad 4 Bicycle Race Grand Prix Slovakia
Visegrad 4 Bicycle Race Grand Prix Slovakia – kolarski wyścig jednodniowy rozgrywany corocznie od 2014 na Słowacji. Od początku istnienia znajduje się w kalendarzu UCI Europe Tour z kategorią 1.2. Wspólnie z wyścigami o Grand Prix Czech, Polski i Węgier tworzy cykl Visegrad 4 Bicycle Race.

## Zwycięzcy
Opracowano na podstawie:
| Rok  | Pierwsze              | Drugie          | Trzecie          |
| ---- | --------------------- | --------------- | ---------------- |
| 2014 | Paweł Bernas          | Patrik Tybor    | Andi Bajc        |
| 2015 | Alois Kaňkovský       | Erik Baška      | Jiří Hochmann    |
| 2016 | Andrij Kulik          | Alois Kaňkovský | Błażej Janiaczyk |
| 2017 | Alois Kaňkovský       | Vojtěch Hačecký | Paweł Franczak   |
| 2018 | Maciej Paterski       | Alan Banaszek   | Rok Korošec      |
| 2019 | Alois Kaňkovský       | Paweł Franczak  | Dominik Neuman   |
| 2020 | Stanisław Aniołkowski | Alois Kaňkovský | Karol Wawrzyniak |
| 2021 | Alan Banaszek         | Jakub Murias    | Michael Kukrle   |
| 2022 | Thomas Pesenti        | Adam Ťoupalík   | Jakub Ťoupalík   |
| 2023 | Maciej Paterski       | Mateusz Grabis  | Michael Boroš    |
| 2024 | Martin Voltr          | Byron Munton    | Barnabás Peák    |